# Dom Pollerów w Krakowie
Dom Pollerów – zabytkowa kamienica znajdująca się w Krakowie, w dzielnicy I przy ul. Szpitalnej 32, na Starym Mieście.
Kamienica o klasycyzującej fasadzie powstała w latach 1908–1909. Projektowali ją architekci Józef Pakies oraz Wacław Krzyżanowski. Inwestorem była rodzina Pollerów, właściciel znajdującego się na sąsiedniej parceli (ul. Szpitalna 30) hotelu.